# Volvogymnasiet
Volvogymnasiet är en gymnasieskola i Skövde som drivs av Volvo Personvagnar och stöttas av Volvo Powertrain. Skolan grundades 1952 som en treårig industriskola för elever som slutfört folkskoleutbildning. Skolan övergick till Skövde kommun 1981 och blev en kommunal gymnasieskola 1985. 1994, två år efter friskolereformen, blev skolan en friskola med Volvo Personvagnar som ägare. 

## Program
Skolan erbjuder ett program:

### INPRK Industriprogram - inriktning produkt och maskinteknik
Eleven väljer inriktning i årskurs tre:
- Underhållstekniker
- Produktionstekniker
- Gjuteritekniker
- Automationstekniker
- Servicetekniker